# Dendronephthya flabellifera
Dendronephthya flabellifera är en korallart som beskrevs av Studer 1888. Dendronephthya flabellifera ingår i släktet Dendronephthya och familjen Nephtheidae. Inga underarter finns listade i Catalogue of Life.